# The Veronicas-diszkográfia
A The Veronicas diszkográfiája két stúdióalbumból, tíz kislemezből, két DVD-ből és tizenkettő videóklipből áll. Kiadójuk a Sire Records, a Warner Music és a Pony Canyon. Az ikrek dalszerzőként más előadóknak is írtak számokat.
Debütáló, The Secret Life of… című albumuk 2005-ben jelent meg, Ausztráliában top 5-ös, Új-Zélandon top 10-es lett a lemez. 4x platina minősítést ítélt neki az ARIA 280 000 eladott példány után, illetve a 2006-os ARIA Music Awardson is nyert díjat. Debütáló, 4ever című daluk Ausztráliában és Új-Zélandon is top 10-es lett, illetve Olaszország, Írország, Németország és az Egyesült Királyság kislemezlistáin is megjelent, a Billboard Bubbling Under Hot 100 Singles lista mellett.
A szám jelölést kapott a 2005-ös ARIA Music Awards-on, 70 000 eladott példány után Ausztráliában platina minősítést nyert.
Az ezt követő kislemezek, az Everything I’m Not és When It All Falls Apart top 10-es helyezést értek el Ausztráliában és Új-Zélandon, utóbbi Belgiumban is megjelent. 35 000 eladott példány után arany minősítést kaptak. A Revolution top 20-as szám lett, a Leave Me Alone pedig top 50-ig jutott.
2007-ben megjelent az ikrek második, Hook Me Up című albuma. Top 10-es korong lett Ausztráliában és Új-Zélandon, de az Egyesült Királyságban, Írországban és a Billboard Top Heatseekers listán is megjelent. Erről az első kislemez, a Hook Me Up első helyezést ért el az ARIA listáján, platina minősítéssel. Az Untouched nemzetközi siker lett, ír, ausztrál, kanadai, holland, finn listákon jelent meg, illetve a Billboard Hot 100 listáján is top 20-as szám lett. Az Egyesült Államokban és Ausztráliában is platina lett a szám. A This Love és Take Me on the Floor lettek a következő kislemezek, melyek arany minősítéssel top 10-es dalok lettek. Az album több jelölést is kapott a 2008-as ARIA Music Awardson.

## Albumok

### Stúdióalbumok
| Az album címe                                               | Az album adatai                                                                   | Legjobb helyezések | Legjobb helyezések | Legjobb helyezések | Legjobb helyezések | Legjobb helyezések | Legjobb helyezések | Legjobb helyezések | Minősítések                                | Eladások                      |
| Az album címe                                               | Az album adatai                                                                   | AUS                | BE/FL              | IRL                | NZ                 | SWI                | UK                 | US                 | Minősítések                                | Eladások                      |
| ----------------------------------------------------------- | --------------------------------------------------------------------------------- | ------------------ | ------------------ | ------------------ | ------------------ | ------------------ | ------------------ | ------------------ | ------------------------------------------ | ----------------------------- |
| The Secret Life of…                                         | - Megjelent: 2005. október 17. - Kiadó: Sire - Formátumok: CD, digitális letöltés | 2                  | 5                  | —                  | 3                  | 61                 | —                  | 133                | - AUS: 350 000 - US: 121 000 - WW: 478 000 | - AUS: 4× Platina - NZ: Arany |
| Hook Me Up                                                  | - Megjelent: 2007. november 3. - Kiadó: Sire - Formátumok: CD, digitális letöltés | 2                  | —                  | 33                 | 8                  | 38                 | 35                 | 107                | - AUS: 140 000 - US: 128 000 - WW: 316 000 | - AUS: 2× Platina - NZ: Arany |
| Life on Mars                                                | - Megjelenik: 2013.                                                               | —                  | —                  | —                  | —                  | —                  | —                  | —                  |                                            |                               |
| "—" nem szerepelt listán, vagy nem jelent meg az országban. |                                                                                   |                    |                    |                    |                    |                    |                    |                    |                                            |                               |

### Koncertalbumok
| Az album címe                                                                                       | Az album adatai                                                            |
| --------------------------------------------------------------------------------------------------- | -------------------------------------------------------------------------- |
| Live In Australia 2006 Revolution Tour (CD és a Exposed… The Secret Life of The Veronicas című DVD) | - Megjelent: 2006. december 1. - Formátum: CD, DVD - Kiadó: Warner Music   |
| Revenge Is Sweeter Tour (CD és DVD [Revenge Is Sweeter Tour])                                       | - Megjelent: 2009. szeptember 4. - Formátum: CD, DVD - Kiadó: Sire Records |

### Válogatásalbumok
| Az album címe | Az album adatai                                                                         |
| ------------- | --------------------------------------------------------------------------------------- |
| Complete      | - Megjelent: 2009. március 18. - Megjelent: CD, digitális letöltés - Kiadó: Pony Canyon |

### Középlemezek
| Title                     | Album details                                                                       |
| ------------------------- | ----------------------------------------------------------------------------------- |
| Sessions@AOL              | - Megjelent: 2006. február 21. - Formátum: Digitális letöltés - Kiadó: Sire Records |
| Unplugged - The Veronicas | - Megjelent: 2006 - Formátum: Digitális letöltés - Kiadó: Sire Records              |
| Untouched: Lost Tracks    | - Megjelent: 2009. január 6. - Formátum: Digitális letöltés - Kiadó: Sire Records   |

## Kislemezek
| Kislemez                                                    | Év   | Slágerlistás helyezések | Slágerlistás helyezések | Slágerlistás helyezések | Slágerlistás helyezések | Slágerlistás helyezések | Slágerlistás helyezések | Slágerlistás helyezések | Minősítések                              | Album               |
| Kislemez                                                    | Év   | AUS                     | UK                      | BEL                     | IRL                     | NL                      | NZ                      | US                      | Minősítések                              | Album               |
| ----------------------------------------------------------- | ---- | ----------------------- | ----------------------- | ----------------------- | ----------------------- | ----------------------- | ----------------------- | ----------------------- | ---------------------------------------- | ------------------- |
| 4ever                                                       | 2005 | 2                       | 18                      | 26                      | 20                      | 32                      | 7                       | 112                     | - AUS: Platina                           | The Secret Life of… |
| Everything I’m Not                                          | 2005 | 7                       | —                       | —                       | —                       | —                       | 10                      | —                       | - AUS: Arany                             | The Secret Life of… |
| When It All Falls Apart                                     | 2006 | 7                       | —                       | 19                      | —                       | 83                      | 7                       | —                       | - AUS: Arany                             | The Secret Life of… |
| Revolution                                                  | 2006 | 18                      | —                       | —                       | —                       | —                       | —                       | —                       | —                                        | The Secret Life of… |
| Leave Me Alone                                              | 2006 | 41                      | —                       | —                       | —                       | —                       | —                       | —                       | —                                        | The Secret Life of… |
| Hook Me Up                                                  | 2007 | 1                       | —                       | —                       | —                       | —                       | —                       | —                       | - AUS: Platina                           | Hook Me Up          |
| Untouched                                                   | 2007 | 2                       | 6                       | 12                      | 1                       | 5                       | 9                       | 17                      | - AUS: Platina - NZ: Arany - US: Platina | Hook Me Up          |
| This Love                                                   | 2008 | 10                      | —                       | —                       | —                       | —                       | 14                      | —                       | - AUS: Arany                             | Hook Me Up          |
| Take Me on the Floor                                        | 2008 | 7                       | —                       | —                       | —                       | —                       | 29                      | 81                      | - AUS: Arany                             | Hook Me Up          |
| Popular                                                     | 2008 | —                       | —                       | —                       | —                       | —                       | —                       | —                       | —                                        | Hook Me Up          |
| Lolita                                                      | 2012 | 23                      | —                       | —                       | —                       | —                       | —                       | —                       | - ARIA: Arany                            | Life on Mars        |
| "—" nem szerepelt listán, vagy nem jelent meg az országban. |      |                         |                         |                         |                         |                         |                         |                         |                                          |                     |

## További megjelenések
| Song                    | Év   | Előadó(k)     | Album                        |
| ----------------------- | ---- | ------------- | ---------------------------- |
| Grown-Up Christmas List | 2010 | The Veronicas | The Spirit of Christmas 2010 |

## Filmzenés megjelenések
| Dal                  | Év   | Előadó(k)     | Film          |
| -------------------- | ---- | ------------- | ------------- |
| The Wild Side        | 2010 | The Veronicas | Hanni & Nanni |
| Us Against the World | 2010 | The Veronicas | Hanni & Nanni |

## Videók

### Videóalbumok
| Az album címe                                               | Az album adatai                                                              | Legjobb helyezések AUS | Minősítések       |
| ----------------------------------------------------------- | ---------------------------------------------------------------------------- | ---------------------- | ----------------- |
| Exposed… The Secret Life of The Veronicas                   | - Megjelent: 2006 december. 1. - Formátumok: CD, DVD - Kiadó: Warner Music   | 3                      | - AUS: 2× platina |
| Revenge Is Sweeter Tour                                     | - Megjelent: 2009. szeptember 4. - Formátumok: CD, DVD - Kiadó: Sire Records | 91                     | —                 |
| "—" nem szerepelt listán, vagy nem jelent meg az országban. |                                                                              |                        |                   |

### Videóklipek
| Év   | Dal                                      | Rendező                   |
| ---- | ---------------------------------------- | ------------------------- |
| 2005 | 4ever (ausztrál változat)                | Dave Meyers               |
| 2005 | 4ever (amerikai változat)                | Adria Petty & Daniel Kern |
| 2005 | Everything I’m Not                       | Robert Hales              |
| 2006 | When It All Falls Apart                  | Robert Hales              |
| 2006 | Revolution                               | Taiyo Films               |
| 2007 | Hook Me Up                               | Scott Speer               |
| 2007 | Untouched                                | Anthony Rose              |
| 2008 | This Love                                |                           |
| 2008 | Take Me on the Floor                     |                           |
| 2009 | Take Me on the Floor (amerikai változat) | Cameron Barnett           |
| 2009 | 4ever (brit változat)                    | Kenneth Cappello          |
| 2012 | Lolita                                   | Spencer Susser            |